# Спорт в Индонезии

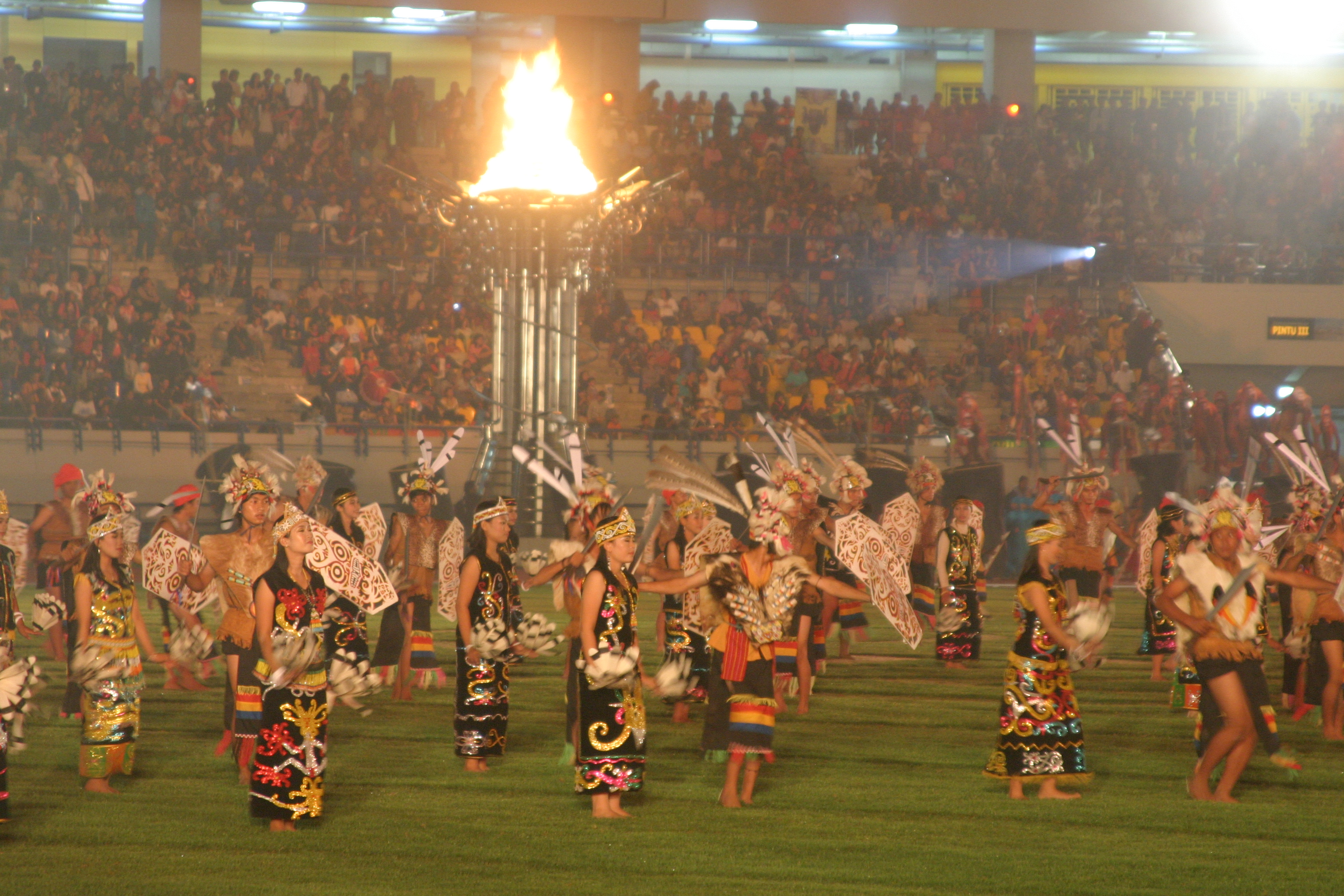
Даяки танцуют на церемонии открытия XVII Индонезийских игр, проходившей на стадионе Паларан, Сараминда

Спорт в Индонезии популярен как в аспекте участия, так и в аспекте посещаемости. Самыми популярными видами спорта в Индонезии являются бадминтон, футбол, и традиционное боевое искусство Пенсак Силат. В бадминтоне индонезийцы добились большего успеха. Индонезия выигрывает золотые медали на всех розыгрышах на Олимпийских играх, после того как спорт впервые появился на Играх-1992. Индонезия регулярно принимает участие в таких бадминтонных соревнованиях, как Кубок Томаса, Кубок Убер, Кубок Судирмана и пр. Индонезия принимает участие в многоспортивных состязаниях, таких как Игры Юго-Восточной Азии, Летние Азиатские игры и Олимпийские игры. В юго-восточной Азии, Индонезия является одной из самых мощных спортивных держав, 10 раз выиграв медальный зачёт Игр Юго-Восточной Азии.
Спортивные мероприятия в Индонезии организуются Индонезийским Национальным Спортивным Комитетом (Комите Оларага Насьонал Индонезия или КОНИ (англ. Komite Olaraga Nasional Indonesia)). Организация, вместе с индонезийским правительством, назначили Национальный День Спорта на 9 сентября. В Индонезии каждые четыре года проходят Индонезийские игры . В них соревнуются спортсмены из всех индонезийских провинций.